# Il pozzo dei miracoli
Il pozzo dei miracoli è un film del 1941 diretto da Gennaro Righelli.

## Trama
Una giovane vedova è costretta dal testamento del marito a fidanzarsi ufficialmente con uno straccione altrimenti non potrà entrare in possesso della cospicua eredità. Si tratta di una sorta di vendetta del defunto che in questo modo ha voluto punire la frivolezza della moglie.
Il fortunato non è un vero straccione, si tratta infatti di un commediografo che si finge tale per vivere nei bassifondi e trarre ispirazione per i suoi lavori.
L'uomo continua a fingersi povero e in questo modo oltre a redimere la vedova riesce a farla innamorare e convolare a nozze.